# جینس پلک
جینس (انگلیسی: Genus plc) شرکت داروسازی بریتانیایی است، که در سال ۱۹۳۳ تأسیس شد.